# Ахилл (афинянин)
Ахилл (др.-греч. Άχιλλεύς) — один из руководителей афинского посольства к Александру Македонскому в 331 году до н. э.
В античных источниках содержится единичное упоминание Ахилла. Он вместе с Паралом и Диофантом руководил посольством, которое афиняне отправили к Александру Македонскому. В 331 году до н. э. афиняне прибыли в Тир. Они поздравили Александра с его победами и преподнесли дары от Афин. Согласно Арриану, «они получили от Александра все, за чем прибыли; отпустил он и афинян, взятых в плен при Гранике».